# シャーチーマー

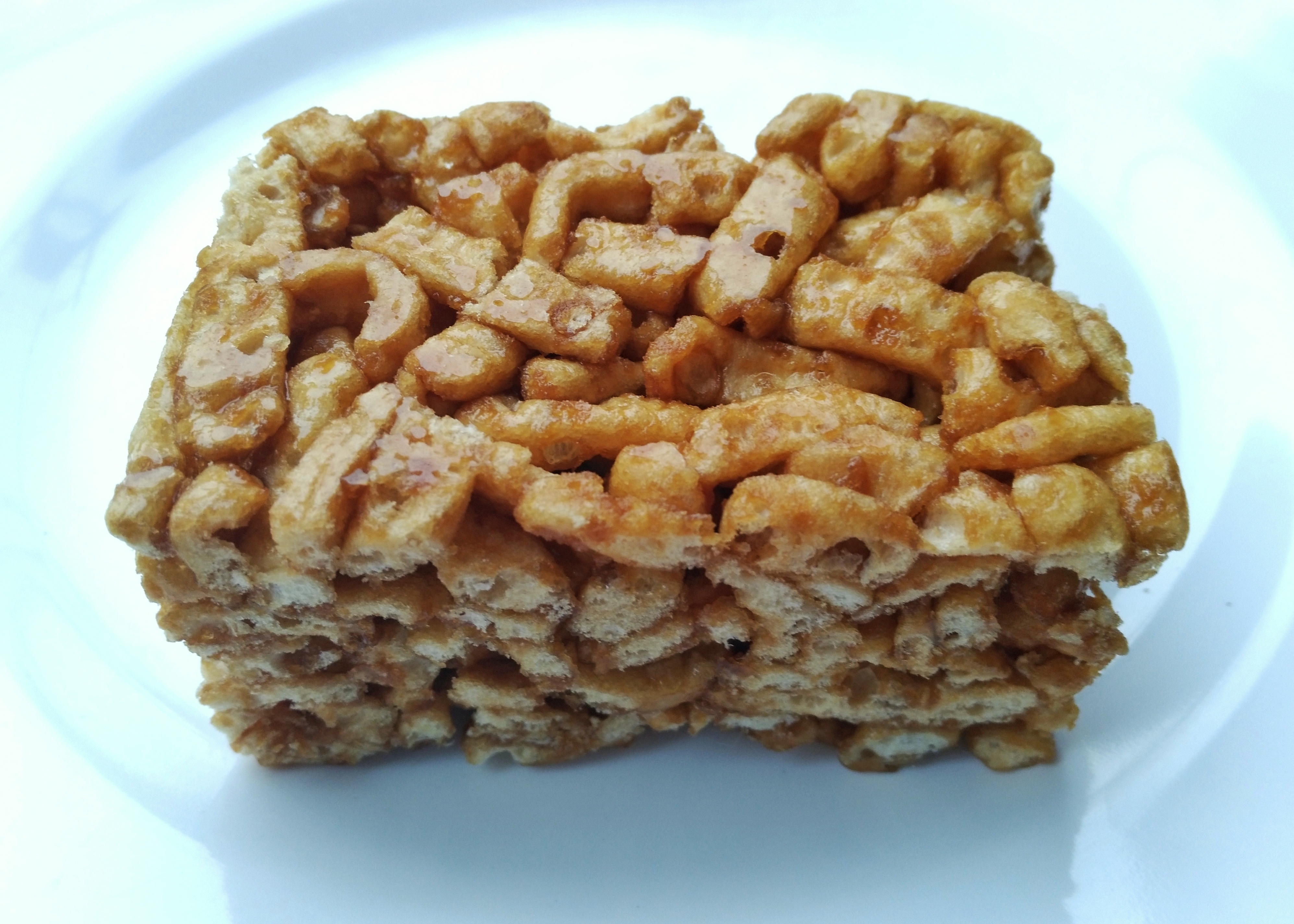
シャーチーマー

シャーチーマー（中国語：沙其馬、沙琪瑪、薩其馬、拼音: shāqímǎ、満州語：ᠰᠠᠴᠢᠮᠠ、転写：sacima、英語：sachima/shaqima）、或いはサチマは、中華圏で広く食べられている菓子。

## 概要
シャーチーマーは中華圏で広く食べられている菓子で、小麦粉にあめを入れふくらし粉でふくらませて、軽く油で揚げるか熱を加えてから乾燥させたものである。
もともと満州族の食べ物であったが、清朝時代に満州族が中国各地に支配階級として派遣されて、中国全土に広まり、現代では中華圏のどこかのコンビニでも何種類かを入手できる。
和菓子のおこしに似ているが、シャーチーマーは甘さが控えめで、固くなく、ふわふわと柔らかい。

## 各地でのバリエーション
地域によって、様々なシャーチーマーが存在する。

### 中国東北部
中国東北地方では
- 満洲族の人々は、自宅で作っている家庭もある。
- 一般の漢族では家庭で作ることはなく、近くのコンビニで何種類かを売っているのを買う。各シャーチーマーは4.0 × 4.5 × 7.5 cm³くらいの大きさで、透明プラスチックの包装紙に包まれていて、8つくらいがひとつのプラスチックの袋に包まれて販売されているのが多い。

### 中国南部
香港では、サチマを広東語で馬仔（マヅァィ）と言う。馬仔は競馬の俗称「賭馬仔」と似ているので、競馬に縁起が良いと感じ、競馬前に馬仔を食べるいう習慣がある。